# Rule of Rose
Rule of Rose est un jeu vidéo de type survival horror développé par le studio japonais Punchline, sorti en 2006 sur la console PlayStation 2. Son intrigue se déroule dans l'Angleterre des années 1930 et tourne autour d'une jeune fille de dix-neuf ans nommée Jennifer, qui se fait piéger dans un monde dirigé par des jeunes filles qui ont érigé une hiérarchie de classes appelée les Red Crayon Aristocrats.
Ce jeu a été comparé à d'autres survival horror, comme Silent Hill et Haunting Ground, à cause de l'horreur psychologique employée tout au long du jeu, et parce que le personnage principal est accompagné par un chien,. Une polémique autour de son contenu a rendu les éditeurs frileux dans certains pays, où pour certains le jeu n'a pas été publié. Certaines scènes de violence ont été censurées en Europe contrairement à la version Japonaise.

## Synopsis
Le joueur incarne Jennifer, une jeune femme qui est menée à un manoir abandonné par un petit garçon. Après avoir vécu un événement traumatisant, elle se réveille dans un aéronef presque abandonné mais qui est dirigé par un groupe d'enfants cruels appelé le club des aristocrates du crayon rouge. Menacée de mort, Jennifer doit calmer les aristocrates en leur trouvant une offrande chaque mois. Ce faisant, elle doit rassembler des indices et se rappeler les souvenirs oubliés qui lui permettront à la fin d'échapper à leur emprise. Mais elle va devoir subir les pires épreuves pour enfin connaître la vérité.

## Personnages
- Jennifer : C'est une jeune fille de 19 ans incarnée par le joueur. Elle porte un chignon châtain clair, une robe verte, un camé grenat et de longues chaussettes noires avec des souliers à brides bruns.
- Diana : Elle est rousse aux yeux marron, c'est la plus âgée du groupe. C'est la plus mature et la plus perverse.
- Amanda : Elle est blonde, en surpoids, avec des yeux verts, elle porte des anglaises attachées par deux nœuds roses. C'est la plus brimée et la plus tourmentée.
- Meg : Elle est blonde aux yeux bleus, coiffée d'un bandeau rose et portant des lunettes. C'est la plus petite et la plus intelligente du groupe.
- Joshua : C'est l'amoureux de Wendy croisé par Jennifer.
- Wendy : C'est l'amoureuse de Joshua croisée par Jennifer.

## Distribution
- Jo Wyatt : Jennifer
- Theresa Gallagher : Joshua / Wendy
- Chris Fairbank : Gregory / Stray Dog
- Joanna Hall : Diana / Eleanor
- Barbara Barnes : Meg
- Clare Corbett : Amanda
- Ian Thompson : Hoffman
- Emma Tate (en) : Susan / Olivia / Martha
- Daniel Wilson : Xavier
- Sue Sheridan : Nicholas

## Système de jeu
Le jeu se déroule comme la plupart des survival horror classiques. Le joueur explore le décor pour chercher des objets pour se soigner, fait avancer l'histoire en remplissant des tâches et en voyant des scènes cinématiques et rencontre sporadiquement des ennemis et des boss. Au début du jeu, le joueur rencontre et sauve le chien de Jennifer, un retriever du Labrador appelé Brown. Brown accompagne Jennifer à travers le jeu et répond aux ordres du joueur. On peut ordonner à Brown de chercher des objets à l'odeur, lui ordonner de rester sur place ou de venir aux côtés de Jennifer. Brown ne peut pas attaquer d'ennemis, mais il gronde, ce qui distrait certains adversaires et boss, ce qui permet à Jennifer de battre en retraite ou de donner quelques coups sans craindre une contre-attaque. Il peut cependant être blessé jusqu'à l'évanouissement, ce qui l'empêche d'aider le joueur.
La capacité de Brown à trouver des objets fait partie intégrante du jeu et est employée dans chaque chapitre de Rule of Rose pour progresser. Ce même système permet au joueur de trouver des objets de soins et d'autres objets qui ne sont pas indispensables pour finir le jeu, mais peuvent y contribuer. Le joueur peut sélectionner un objet dans son inventaire pour que Brown en cherche. Chaque objet sélectionné de cette façon peut être employé pour trouver au moins un type d'objet. En pistant des objets de cette façon, Brown fait traverser le décor du jeu au joueur et gratte aux portes pour demander au joueur de les lui ouvrir.
La plupart des aliments qui font récupérer de la vie et tous les objets échangeables sont cachés et doivent être retrouvés par Brown, même si le joueur peut choisir de ne pas chercher ces objets pour progresser plus vite. Les objets qui soignent sont représentés par des en-cas, des bonbons et du chocolat. Chaque type fait récupérer une quantité différente de santé. Des os et d'autres objets peuvent être employés pour faire récupérer sa santé à Brown s'il est blessé. D'autres objets, comme les billes ou les rubans, n'ont pas d'usage immédiat mais peuvent être échangés aux aristocrates contre de la nourriture ou des objets et des armes rares.
Au contraire de la saga Clock Tower, le personnage peut attaquer. Le combat est presque exclusivement au corps à corps, et plusieurs armes improvisées, comme des couteaux de cuisine ou des tuyaux, sont disponibles. Jennifer est un personnage timide, aussi ses attaques au corps à corps ont peu d'allonge et ne sont pas très puissantes. Il faut souvent éviter les ennemis plutôt que de les combattre. À l'exception de quelques boss, tous les ennemis rencontrés sont des diablotins : des créatures malingres qui ressemblent à des poupées de la taille de petits enfants. Leur peau est d'un gris maladif et les ouvertures noires de leur bouche et de leurs yeux leur donnent un air fantomatique. En plus de ces diablotins normaux, des diablotins à tête animale apparaissent au cours du jeu.

## Polémique
Rule of Rose a été au cœur d'une controverse autour de la violence dans les jeux vidéo, provoquant des réactions parmi des hommes politiques européens quant à un contenu du jeu supposément ultra-violent. Cette réaction a commencé à partir du 10 novembre 2006, où une critique du jeu est publiée dans le magazine Panorama intitulée « Pour gagner, enterrez vivant un enfant » ; la critique, signée Guido Castellano, dénonce un titre « sadomasochiste », dont les personnages sont « homosexuels » et « pervers », et où une petite fille est enterrée vivante, est en réalité un plagiat déformé d'un texte publié sur un forum au mois de mars de la même année.
Le jour même, le maire de Rome Walter Veltroni appelle le gouvernement à interdire Rule of Rose en Italie, au nom de la protection de l'enfance. Le 16 novembre, Franco Frattini, alors vice-Président de la Commission Européenne, publie une lettre ouverte aux gouvernements européens pour les alerter sur les dangers des jeux vidéo violents, citant encore « l’obscénité » du titre et souhaitant qu'il soit interdit aux moins de 18 ans en Europe ; le jeu est évalué 16+ par le système PEGI. Des réactions s'ensuivent au Royaume-Uni, où le jeu sera finalement annulé. En France, le député UMP Bernard Depierre reprendra la polémique et, soutenu par Jacques Remiller et Lionnel Luca, déposera un amendement visant à l'interdiction de certains jeux à la vente et à la location, « Demandons-nous simplement comment un enfant ou un adolescent complètement immergé pendant des heures chaque jour, dans un monde virtuel fait de violence gratuite, de meurtre, de torture, sort-il du jeu ? Est-il encore apte à distinguer le réel du virtuel ? Le tolérable de l’inacceptable ? ». Rule of Rose est encore cité comme exemple, dans lequel, selon Depierre, « le but de ce jeu est de violer, battre et tuer une jeune fille. C’est un appel à la violence, à la mort, au viol ». Or, rien de ceci n’apparaît dans le jeu et plusieurs journalistes le remarqueront. Lionnel Luca renchérira dans une interview donnée à la chaîne LCI, parlant de « nazisme ordinaire » . Bernard Depierre est revenu sur ces propos à la suite d'une demande de Guillaume Limouzi, le directeur général européen du distributeur du jeu, Digital Bros - 505 Games,. Pour finir, toutes les personnes ayant joué et fini le jeu n'y ont rencontré aucune scène de violence sexuelle.